# Judenburg
Judenburg osztrák város, Stájerország Mura-völgyi járásának székhelye. 2017 januárjában 10 063 lakosa volt. 

## Elhelyezkedése

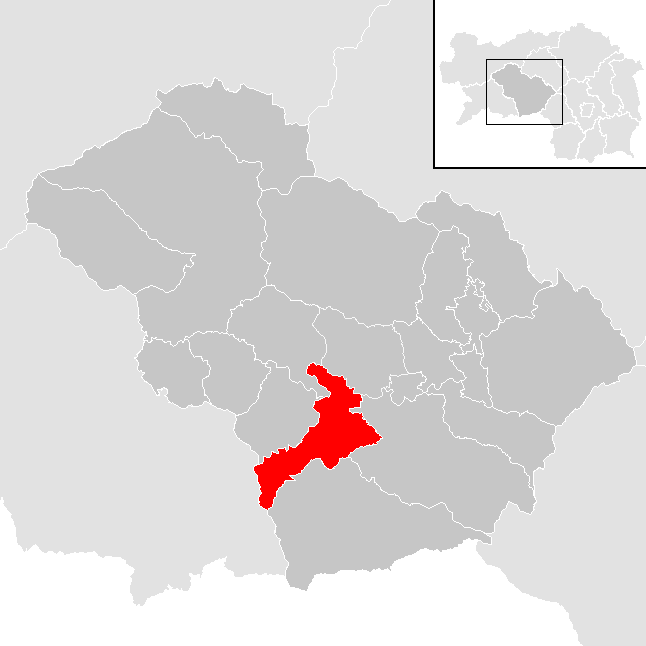
Judenburg a Mura-völgyi járásban

Judenburg a tartomány nyugati részén fekszik, a Felső-Stájerország régióban, a Mura mentén, az Aichfeld-medencében. Tőle délre helyezkednek el a Seetali-Alpok hegyei. Az önkormányzathoz 6 katasztrális községben (Judenburg, Oberweg, Ossach, Reifling, Tiefenbach, Waltersdorf) 10 település tartozik: Auerling (133 lakos), Feeberg (186), Gasselsdorf (35), Judenburg (8557), Oberweg (512), Ossach (46), Reifling (61), Ritzersdorf (14), Strettweg (399) és Waltersdorf (129).
A környező önkormányzatok: nyugatra Sankt Peter ob Judenburg, északnyugatra Pöls-Oberkurzheim, északkeletre Fohnsdorf, délkeletre Weißkirchen in Steiermark, délre Obdach, délnyugatra Neumarkt in der Steiermark.

## Története

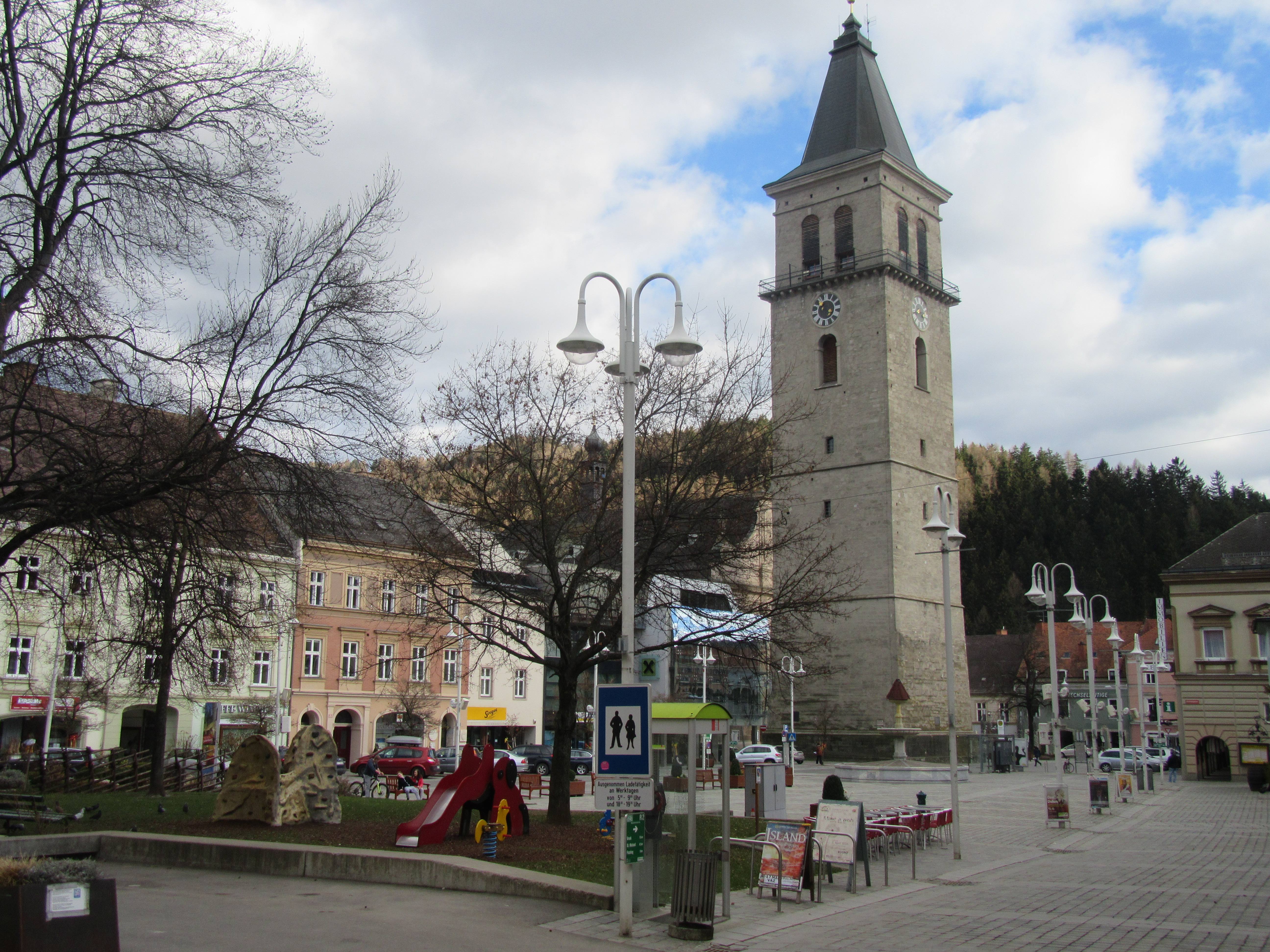
A Várostorony (Stadtturm)

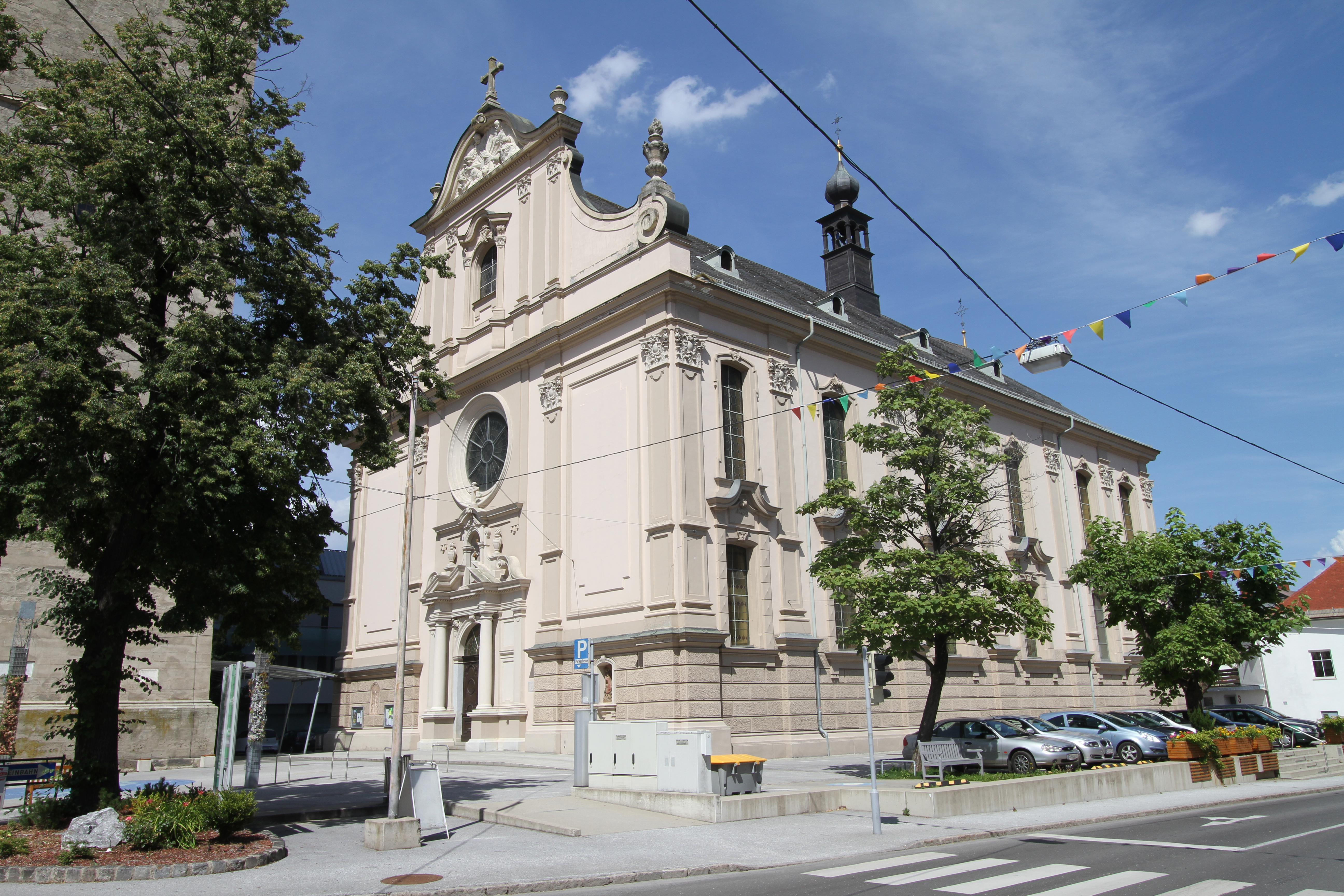
A Szt. Miklós-plébániatemplom

A város területe a kora vaskorban is lakott volt; Strettwegben a hallstatti kultúrához tartozó fejedelmi sírban egy bronz kultuszkocsit találtak a régészek.
Judenburgot az eppensteini vár (ma Weißkirchen területén) közelében alapították. Első említése, mint mercatum Judinburch 1074-ből származik. Neve a zsidó kereskedők kolóniájára utal, akik abban az időben fontos szerepet játszottak az Alpokon keresztül folytatott áruszállításban. Az oklevél, amely a települést említi, egyben az árumegállító jog első osztrák megjelenése. A terület tulajdonosai, az Eppenstein grófok befolyásos családként (ebben az időben Karintia hercegei) kiterjedt vámszedő jogosultságokkal rendelkeztek. Judenburg a Velence-Bécs útvonal mentén feküdt és különösen fontos állomás volt a felső-stájerországi (erzbergi) vas kereskedelmében. Szintén jelentős volt a Keleti-Alpokban honos havasi macskagyökér (Valeriana celtica) kereskedelme, amelyet a parfümkészítők használtak fel nagy mennyiségben.
Judenburg a 12. század elején a Traungau-, majd a Babenberg-család birtokába került. 1224-ben városjogot kapott. A város mellett győzte le 1292-ben I. Albert osztrák herceg az ellen lázadó nemesi ligát, a Landsberg-szövetséget. A 13-14. században a judenburgi kereskedők a régión túl is szereztek kapcsolatokat, többek között Velencével is kereskedtek. A judenburgi gulden volt Ausztria első, és sokáig a legmagasabb árfolyamú aranypénze. III. Frigyes császár 1460-ban monopóliumot adományozott a városnak a macskagyökér kereskedelmében, amelyet száz évig sikerült megtartaniuk. A 14-15. században több pogromot hajtottak végre a zsidók ellen, míg végül 1496-ban valamennyi zsidót kiűzték Stájerországból.
A város jelentősége (egy időben Felső-Stájerország fővárosának is nevezték) idővel csökkent, ahogy más városok is kereskedelmi privilégiumokhoz jutottak. A vas kereskedelmén kívül ezért nagyobb szerephez jutott annak feldolgozása. 1600 körülre Judenburg az ország egyik kardkészítő központjává fejlődött.
A városi önkormányzat 1848/49-ben alakult meg. 1910-ben Judenburgban kezdte meg működését Ausztria egyik első trolibuszjárata, a „vágány nélküli vasút” (Gleislose Bahn). A városban 1914-ben a K.u.K. hadsereg 17. morva vadászzászlóalja állomásozott.
A nemzetiszocialista rezsim idején kezdeményezték a város nevének („Zsidóvár”) megváltoztatását, de a döntést a háború utánra halasztották, így a névváltoztatás végül elmaradt. A háború után a brit megszálló hatóságok a judenburgi Mura-hídon adták át a németek oldalán harcoló kozák tiszteket az NKVD embereinek (annak ellenére, hogy korábban megígérték nekik, hogy emigránsként kezelik és nem adják ki őket). Ezenkívül a városban felállítottak egy tábort a zsidó menekülteknek.
1940-ben Murdorf község egy részét, 1963-ban Waltersdorfot, 2015-ben pedig Oberweget és Reiflinget csatolták Judenburg önkormányzatához.

## Lakosság
A judenburgi önkormányzat területén 2017 januárjában 10 063 fő élt. A lakosságszám 1971 óta (akkor 12 418 fő) csökkenő tendenciát mutat. 2015-ben a helybeliek 90,3%-a volt osztrák állampolgár; a külföldiek közül 1,2% a régi (2004 előtti), 3,4% az új EU-tagállamokból érkezett. 2,6% a volt Jugoszlávia (Szlovénia és Horvátország nélkül) vagy Törökország, 2,5% egyéb országok polgára. 2001-ben a lakosok 68,7%-a római katolikusnak, 4,4% evangélikusnak, 1,2% mohamedánnak, 22,4% felekezet nélkülinek vallotta magát. Ugyanekkor 10 magyar élt a városban.

## Látnivalók

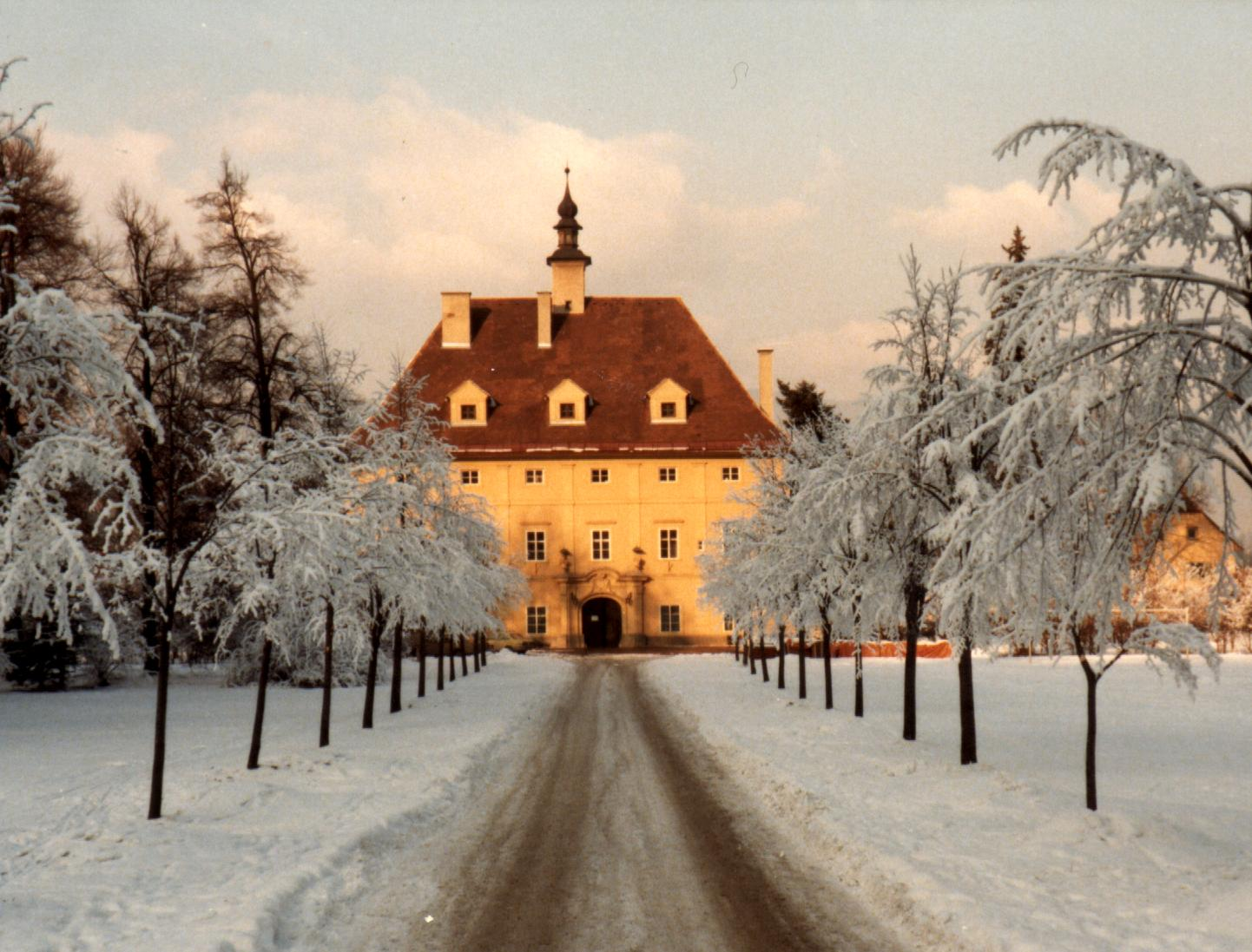
A Liechtenstein-kastély

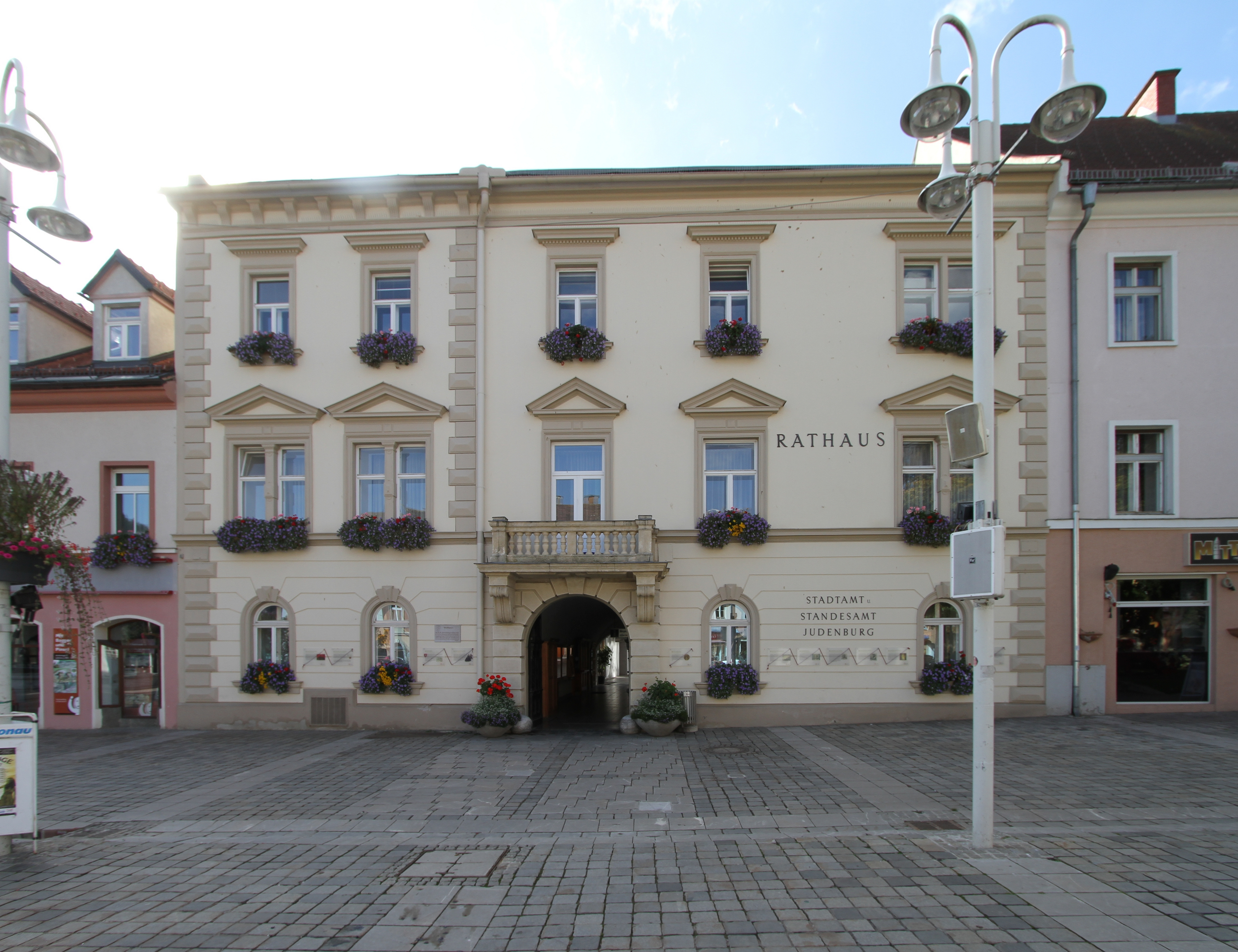
A városháza

- Judenburg jó állapotban fennmaradt történelmi óvárosa
- Judenburg jelképe a 76 m magas, 15. századi Várostorony (Stadtturm). Eredetileg a mellette álló Szt. Miklós-templom harangtornyaként készült, de tűvigyázó toronyként is alkalmazták. Mai külsejét az 1840-es nagy tűzvész után nyerte el.
- az Új várat (Neue Burg) II. Ferdinánd építtette 1600-ban, majd 1677–1679-ben átépítették. Egy ideig itt székelt a járásbíróság
- a Szt. Miklós-plébániatemplom
- a városháza
- volt jezsuita kolostor
- Mária Magdolna-plébániatemplom
- a Liechtenstein-kastély
- a középkori városfal maradványai
- a gyógyszerészház (Apothekerhaus) kapuja a 16. század elejéről származik
- a kálváriahegyi templom
- Johann Puch-múzeum. Puch 19. századi-20. század eleji gyáros volt, aki automobilokat és kerékpárokat készített.
- a reiflingi Weyer-kastély
- a reiflingi Thorhof vadászkastély
- a grünhübli végmoréna egy jégkorszakbeli gleccser végpontját jelzi.

## Híres judenburgiak
- Renate Götschl (1975-) világbajnok alpesi síző
- Christian Pfannberger (1979-) kerékpározó
- Alf Poier (1967-) komikus, dalszerző
- Josef Riegler (1938-) politikus, mezőgazdasági miniszter, alkancellár
- Christoph Sumann (1976-) olimpiai bronzérmes sílövő
- Jack Unterweger (1950–1994) író, sorozatgyilkos

## Testvértelepülések
A minden EU-tagállamból egy kisvárost összekapcsoló Douzelage-együttműködésben Judenburg képviseli Ausztriát.

## Fordítás
- Ez a szócikk részben vagy egészben  a   Judenburg című német Wikipédia-szócikk ezen változatának fordításán alapul.  Az eredeti cikk szerkesztőit annak laptörténete sorolja fel. Ez a jelzés csupán a megfogalmazás eredetét és a szerzői jogokat jelzi, nem szolgál a cikkben szereplő információk forrásmegjelöléseként.